# Processo xifoide
O processo xifóide é o apêndice ou cartilagem que forma a extremidade inferior do esterno. Nele inserem-se vários músculos do abdómen, e pode ser partido, e em alguns casos causar danos, via perfurações. As variações morfológicas são herdadas pela genética familiar, podendo ser usado como instrumento de identificação de restos mortais não-reclamados ou sem vinculação de origem. E na maioria das situações as diferentes morfologias não geram risco de saúde, sendo apenas diferenças estéticas entre os indivíduos.

## Imagens adicionais

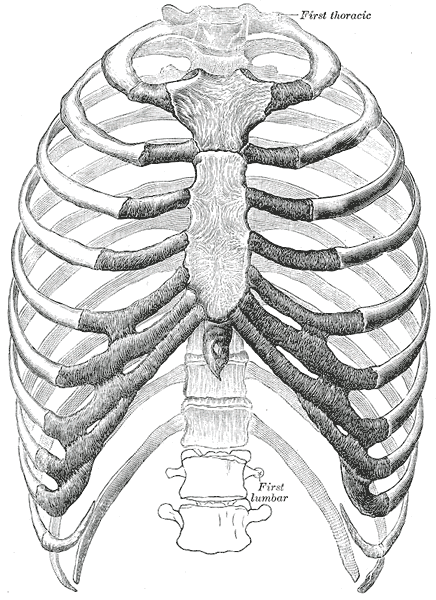
As costelas humanas.
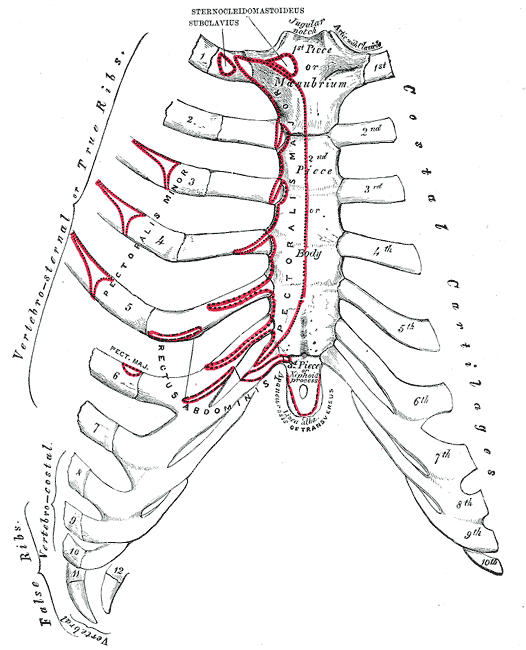
Superfície anterior do esterno e cartilagens costais.
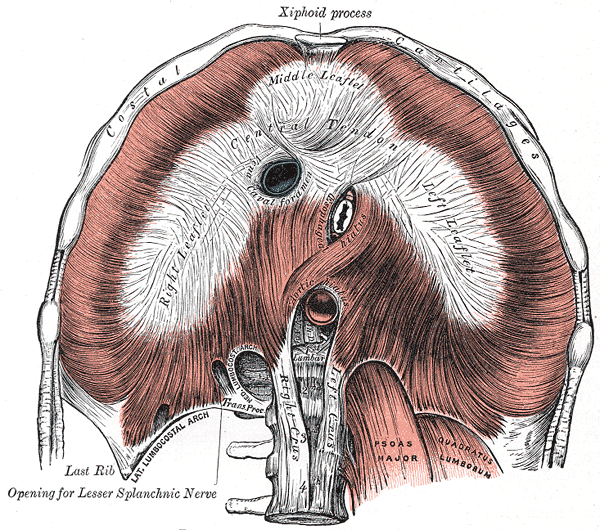
Superfície inferior do diafragma.